# Dibbern
Dibbern (укр. Дібберн) — німецький виробник порцеляни, скла та текстильних виробів для побутового використання, що базується в м. Баргтегайде (Німеччина). Компанія була заснована в 1972 році Берндом Т. Дібберном.
Порцеляновий посуд Dibbern виготовляється ручним методом з тонкої кістяної порцеляни. Dibbern включає в себе унікальні колекції, відомі у всьому світі:
- Black Forest
- Blue Birds
- Carrara
- Cherry Blossom
- Golden Forest
- Golden Lane
- Golden Pearls
- Golden Timber
- Paradies
- Platin Line
- Seaside
- Simplicity
- Spot
- Wunderland та ін.